# Jagdstaffel 49
La Jagdstaffel 49 (in tedesco: Königlich Preußische Jagdstaffel Nr 49, abbreviato in Jasta 49) era una squadriglia (staffel) da caccia della componente aerea del Deutsches Heer, l'esercito dell'Impero tedesco, durante la prima guerra mondiale (1914-1918).

## Storia
La Jagdstaffel 49 venne fondata il 23 dicembre 1917 presso il Flieger-Abteilung (dipartimento di aviazione) 12 di Cottbus, diventando operativa il 9 gennaio 1918. Il 17 gennaio venne posta a supporto della 17ª Armata. La squadriglia ottenne la prima vittoria aerea il 27 marzo 1918. Il 3 aprile venne trasferita a supporto della 4ª Armata per poi essere spostata alla 6ª Armata alla fine di maggio. Nel mese di giugno venne integrata nel Jagdgruppe 9 a supporto della 2ª Armata.
L'8 luglio del 1918 l'unità venne incorporata nel Jagdgruppe A a supporto della 3ª Armata dove rimase fino alla fine della guerra.
Il Leutnant Franz Ray fu l'unico Staffelführer (comandante) della Jagdstaffel 49 dalla sua fondazione fino alla fine della guerra.
Alla fine della prima guerra mondiale alla Jagdstaffel 49 vennero accreditate 28 vittorie aeree. Di contro, la squadriglia perse un pilota e 3 furono feriti in azione.

## Lista dei comandanti della Jagdstaffel 49
Di seguito vengono riportati i nomi dei piloti che si succedettero al comando della Jagdstaffel 49.
| Grado    | Nome      | Periodo                             |
| -------- | --------- | ----------------------------------- |
| Leutnant | Franz Ray | 23 dicembre 1917 - 11 novembre 1918 |

## Lista delle basi utilizzate dalla Jagdstaffel 49
- Cottbus: 23 dicembre 1917
- Schloss Villiers-Campeau: 13 gennaio 1918
- Monveaux: 3 aprile 1918
- Lomme: fine maggio 1918
- Ennemain: giugno 1918
- Blaise: 8 luglio 1918
- Chémery
- Medard, Germania: 22 ottobre 1918

## Lista degli aerei utilizzati dalla Jagdstaffel 49
- Fokker D.VII